# Stanisław Staszic
Stanisław Wawrzyniec Staszic (Piła, 6 de novembro de 1755 - Varsóvia, 20 de janeiro de 1826) foi um padre polonês, filósofo, estadista, geólogo, erudito, poeta e escritor, um líder do Iluminismo da Polônia, famoso por seus trabalhos relacionados à "Grande" ou "Sejm de quatro anos" (1788-1792) e à Constituição de maio da Polônia adotada em 3 de maio de 1791.

## Vida
Staszic nasceu de uma família burguesa em Piła (uma cidade no noroeste da Polônia). Ele se formou em uma escola jesuíta em Poznań e tornou-se um padre católico. Entre 1779 e 1781 ele continuou seus estudos teológicos na França e Alemanha. Ele também passou algum tempo no estrangeiro nos anos de 1790-1791 e 1794-1797.
Devido a sua origem burguesa, ele era proibido de possuir terras e exercer cargos oficiais no governo da República das Duas Nações, mas devido a sua amizade com Józef Wybicki ele conseguiu uma função de tutor na casa do grande chanceler Andrzej Zamoyski.
Staszic era um forte partidário das reformas na República e um ardente defensor dos interesses das classes mais baixas, especialmente a dos camponeses. Um fisiocrata, monista, pan-eslavista (após 1815) e laissez-fairista, ele foi o principal apoiador das reformas que fizeram surgir a Constituição de maio da Polônia de 1791. Ele defendeu a abolição da servidão e a melhoria das condições de vida dos camponeses (garantindo-lhes terras e direitos individuais). Fundou a Sociedade Agrícola de Hrubieszów (Hrubieszowskie Towarzystwo Rolnicze) em 1816, a primeira cooperativa da Polônia.
Depois das Partições da Polônia, ele organizou escolas de mineração, sociedades de ensino, departamentos de indústrias e artes. A partir de 1808 ele foi o diretor da Sociedade dos Amigos do Ensino (ou Sociedade para a Promoção do Ensino, Towarzystwo Przyjaciół Nauk), predecessora da Academia Polonesa de Ciências (Polska Akademia Nauk). Depois da queda do Ducado de Varsóvia em 1815, ele se tornou um membro do Conselho de Estado do recém criado pelo Congresso de Viena, Polônia do Congresso.
Ele estudou e escreveu sobre geografia e geologia, descobriu carvão mineral em Dąbrowa Górnicza, onde ele iniciou a construção de uma mina de carvão. Ele foi também um atuante apoiador do desenvolvimento industrial na Polônia. Entre 1816 e 1824, ele foi de fato o Ministro da Indústria do Congresso da Polônia e iniciou a construção da Antiga Zona Industrial da Polônia (Staropolski Okręg Przemysłowy), com as usinas de aço e zinco ao redor de Kielce e Sandomierz.
Ele faleceu em Varsóvia em 1826. Em seu testamento ele deixou suas propriedades em Hrubieszów para os seus inquilinos.

## Condecoração
- Cavaleiro da Ordem da Águia Branca.

## Obras
Seus mais conhecidos trabalhos são:
- Observações sobre a Vida de Jan Zamoyski (Uwagi nad życiem Jana Zamoyskiego, 1787)
- Advertências para a Polônia (Przestrogi dla Polski, 1790)
- A Origem das Montanhas na antiga Sarmácia e mais tarde Polônia (O ziemorództwie gór dawnej Sarmacji, potem Polski, 1815)
- A Humanidade (Ród Ludzki, 1820)
- Uma tradução polonesa da Ilíada de Homero (1815).